# Gabriel Rodrigues
Gabriel Martins Rodrigues (27 dicembre 1999) è un calciatore brasiliano, difensore del Santa Cruz.

## Caratteristiche tecniche
È un terzino sinistro.

## Carriera
Cresciuto nel settore giovanile del Goiás, debutta in prima squadra il 18 marzo 2018 in occasione dell'incontro del Campionato Goiano perso 4-1 contro l'Iporá. Il 16 agosto 2020 debutta in Série A contro il Palmeiras, dopodiché viene ceduto in prestito all'Aparecidense per tre mesi.

## Statistiche
Statistiche aggiornate al 10 dicembre 2020.

### Presenze e reti nei club
| Stagione        | Squadra         | Campionato      | Campionato | Campionato | Coppe nazionali | Coppe nazionali | Coppe nazionali | Coppe continentali | Coppe continentali | Coppe continentali | Altre coppe | Altre coppe | Altre coppe | Totale | Totale | Totale |
| Stagione        | Squadra         | Comp            | Pres       | Reti       | Comp            | Pres            | Reti            | Comp               | Pres               | Reti               | Comp        | Pres        | Reti        | Pres   | Reti   |        |
| --------------- | --------------- | --------------- | ---------- | ---------- | --------------- | --------------- | --------------- | ------------------ | ------------------ | ------------------ | ----------- | ----------- | ----------- | ------ | ------ | ------ |
| 2018            | Goiás           | PD/GO+B         | 1+0        | 0          | CB              | 0               | 0               |                    | -                  | -                  |             | -           | -           | 1      | 0      |        |
| 2019            | Goiás           | PD/GO+A         | 0          | 0          | CB              | 0               | 0               |                    | -                  | -                  |             | -           | -           | 0      | 0      |        |
| 2020            | Aparecidense    | PD/GO+D         | 11+0       | 0          | CB              | 0               | 0               |                    | -                  | -                  |             | -           | -           | 11     | 0      |        |
| 2020            | Goiás           | PD/GO+A         | 4+5        | 0          | CB              | 0               | 0               |                    | -                  | -                  |             | -           | -           | 9      | 0      |        |
| 2021            | Goiás           | PD/GO+A         | 5+0        | 0          | CB              | 1               | 0               |                    | -                  | -                  |             | -           | -           | 6      | 0      |        |
| 2021            | Aparecidense    | PD/GO+D         | 0+22       | 0+1        | CB              | 0               | 0               |                    | -                  | -                  |             | -           | -           | 22     | 1      |        |
| 2020            | Aparecidense    | PD/GO+C         | 10+24      | 0          | CB              | 0               | 0               |                    | -                  | -                  |             | -           | -           | 34     | 0      |        |
| 2020            | Aparecidense    | PD/GO+C         | 13+4       | 0          | CB              | 0               | 0               |                    | -                  | -                  |             | -           | -           | 17     | 0      |        |
| Totale carriera | Totale carriera | Totale carriera | 99         | 1          |                 | 1               | 0               |                    | -                  | -                  |             | -           | -           | 100    | 1      |        |